# Liège–Bastogne–Liège Femmes 2024
Liège–Bastogne–Liège Femmes 2024 war die 8. Austragung dieses Straßenrennens für Frauen. Das Rennen fand am 21. April statt, am selben Tag wie das entsprechende Rennen für Männer, und war Teil der UCI Women’s WorldTour.

## Teilnehmende Mannschaften
| UCI Women's WorldTeams (15)- AG Insurance-Soudal Team - Canyon-SRAM Racing - Ceratizit-WNT Pro Cycling - FDJ-Suez - Fenix-Deceuninck - Human Powered Health - Lidl-Trek - Liv AlUla Jayco - Movistar Team - Roland - Team DSM-Firmenich PostNL - SD Worx-Protime - Team Visma \| Lease a Bike - UAE Team ADQ - Uno-X Mobility UCI Women's Continental Teams (9)- Arkea-B&B Hotels women - Cofidis - EF Education-Cannondale - Laboral Kutxa-Fundacion Euskadi - Lifeplus Wahoo - Lotto Dstny Ladies - St Michel-Mavic-Auber93 - Team Coop-Repsol - VolkerWessels |
| |

## Streckenführung
Das Rennen begann wie in den Vorjahren in Bastogne und endete in Lüttich auf dem Quai des Ardennes am Ufer der Ourthe. Der Parcours entsprach der zweiten Hälfte des Männer-Rennens. Erstmals stand die Côte de Saint-Roch in Houffalize auf dem Programm, die nach knapp 20 km die erste Steigung darstellte. Der Col du Maquisard wurde durch die Côte de Desnié ersetzt, das Finale über Côte de la Redoute, Côte des Forges und Côte de la Roche-aux-Faucons blieb unverändert. Insgesamt waren zehn Steigungen vom Veranstalter katalogisiert.
| Name                         | km vom Ziel | Länge (km) | mittl. Steigung |
| ---------------------------- | ----------- | ---------- | --------------- |
| Côte de Saint-Roch           | 137,1       | 1,0        | 11,2 %          |
| Côte de Mont-le-Soie         | 93,3        | 1,7        | 7,9 %           |
| Côte de Wanne                | 85,1        | 3,6        | 5,1 %           |
| Côte de Stockeu              | 78,5        | 1,0        | 12,5 %          |
| Côte de la Haute-Levée       | 74,3        | 2,2        | 7,5 %           |
| Col du Rosier                | 60,1        | 4,4        | 5,9 %           |
| Côte de Desnié               | 46,7        | 1,6        | 8,1 %           |
| Côte de la Redoute           | 34,0        | 1,6        | 9,4 %           |
| Côte des Forges              | 23,3        | 1,3        | 7,8 %           |
| Côte de la Roche-aux-Faucons | 13,4        | 1,3        | 11,0 %          |

## Rennverlauf und Ergebnis
Bald nach der Côte de Saint-Roch löste sich Sarah Gigante vom Feld und erhielt bis zu drei Minuten Vorsprung. Über die Côte de la Haute-Levée löste sich ihrerseits eine achtköpfige Verfolgergruppe aus Elise Chabbey, Mischa Bredewold, Lucinda Brand, Eva van Agt, Mikayla Harvey, Grace Brown, Kim Cadzow und Flora Perkins, die Gigante auf dem Col du Rosier einholten. Diese Spitzengruppe konnte bis zur Côte de la Redoute etwas über zwei Minuten Vorsprung bewahren.
Auf der Côte de la Redoute fiel die Spitzengruppe entzwei, Chabbey, Brown und Cadzow distanzierten ihre Mitstreiterinnen. Das Peloton ließ zunächst keine Eile erkennen, den Rückstand zu reduzieren, der stattdessen auf drei Minuten auslief. Erst auf der Côte des Forges und der nachfolgenden Abfahrt erhöhte sich das Tempo, und am Fuß der Côte de la Roche-aux-Faucons lagen die Spitzenreiterinnen noch eine Minute vorn. Auf der letzten Steigung attackierte Elisa Longo Borghini, gefolgt von Demi Vollering und Katarzyna Niewiadoma, die mit Rücksicht auf ihre Mannschaftskameradin Chabbey keine Führungsarbeit leistete. Eine dritte Gruppe, in der sich Riejanne Markus für Marianne Vos aufrieb, schaffte den Anschluss nicht mehr.
Neun Kilometer vor dem Ziel kamen die beiden Trios an der Spitze zusammen. Brown verbremste sich an einem Kreisel, schloss aber aufgrund der Uneinigkeit der anderen wieder auf. Es entwickelte sich ein taktisches Rennen, in dem Niewiadoma und Chabbey abwechselnd Angriffe fuhren, die meist durch Longo Borghini vereitelt wurden. Auf dem letzten Kilometer konnte Niewiadoma eine kleine Lücke schlagen, doch Longo Borghini fuhr auch diese zu und sprintete scheinbar dem Sieg entgegen, als sie auf den letzten hundert Metern noch von Brown abgefangen wurde. Für Brown war es der erste Sieg in diesem Rennen, in dem sie 2020 und 2022 bereits Zweite gewesen war.
| \| Gesamtwertung \| Gesamtwertung \| Gesamtwertung \| Gesamtwertung \| Gesamtwertung \| \| Fahrerin \| Fahrerin \| Land \| Team \| Zeit \| \| ------------- \| -------------------- \| ------------- \| -------------------------- \| --------------- \| \| 1. \| Grace Brown \| Australien \| FDJ-Suez \| 4 h 29 min 00 s \| \| 2. \| Elisa Longo Borghini \| Italien \| Lidl-Trek \| + 0 s \| \| 3. \| Demi Vollering \| Niederlande \| SD Worx-Protime \| + 0 s \| \| 4. \| Elise Chabbey \| Schweiz \| Canyon-SRAM Racing \| + 0 s \| \| 5. \| Katarzyna Niewiadoma \| Polen \| Canyon-SRAM Racing \| + 0 s \| \| 6. \| Kim Cadzow \| Neuseeland \| EF Education-Cannondale \| + 0 s \| \| 7. \| Marianne Vos \| Niederlande \| Team Visma \\| Lease a Bike \| + 52 s \| \| 8. \| Juliette Labous \| Frankreich \| Team dsm-firmenich PostNL \| + 52 s \| \| 9. \| Ricarda Bauernfeind \| Deutschland \| Canyon-SRAM Racing \| + 52 s \| \| 10. \| Niamh Fisher-Black \| Neuseeland \| SD Worx-Protime \| + 52 s \| |                      |             |                            |                 |
| |                      |             |                            |                 |
| Quelle: ProCyclingStats |                      |             |                            |                 |
| Gesamtwertung |                      |             |                            |                 |
| Fahrerin | Fahrerin             | Land        | Team                       | Zeit            |
| 1. | Grace Brown          | Australien  | FDJ-Suez                   | 4 h 29 min 00 s |
| 2. | Elisa Longo Borghini | Italien     | Lidl-Trek                  | + 0 s           |
| 3. | Demi Vollering       | Niederlande | SD Worx-Protime            | + 0 s           |
| 4. | Elise Chabbey        | Schweiz     | Canyon-SRAM Racing         | + 0 s           |
| 5. | Katarzyna Niewiadoma | Polen       | Canyon-SRAM Racing         | + 0 s           |
| 6. | Kim Cadzow           | Neuseeland  | EF Education-Cannondale    | + 0 s           |
| 7. | Marianne Vos         | Niederlande | Team Visma \| Lease a Bike | + 52 s          |
| 8. | Juliette Labous      | Frankreich  | Team dsm-firmenich PostNL  | + 52 s          |
| 9. | Ricarda Bauernfeind  | Deutschland | Canyon-SRAM Racing         | + 52 s          |
| 10. | Niamh Fisher-Black   | Neuseeland  | SD Worx-Protime            | + 52 s          |